# 普雷扎
普雷扎（義大利語：Prezza），是意大利阿奎拉省的一个市镇。总面积19.71平方公里，人口1058人，人口密度53.7人/平方公里（2009年）。ISTAT代码为066076。